# Cananéia
Cananéia, Cananeia (según el acuerdo ortográfico de la lengua portuguesa de 1990) o Cananea es un municipio del Brasil en el litoral del estado de São Paulo. Pertenece a la Mesorregión del Litoral Sur Paulista y a la Microrregión de Registro. Se localiza al sudoeste de la ciudad de São Paulo, distando de ella cerca de 265 km. Ocupa un área de 1242,01  km², siendo 2,3677 km² de perímetro urbano, y su población en 2014 fue estimada en 12 601 habitantes, siendo que en 2010 era el 326º más populoso municipio del estado paulista.
Cananéia es por algunos considerada la ciudad más antigua del Brasil (5 meses antes de la fundación de São Vicente) pero por falta de documentación oficial que compruebe tal hecho, São Vicente es oficialmente la ciudad más antigua del Brasil. Actualmente, el centro histórico de Cananéia aún preserva los estilos arquitectónicos adoptados por las primeras casas desde el período colonial hasta el final del siglo XIX. Las playas también atraen millares de personas en alta temporada, ya que en la isla del Cardoso hay varios senderos y cascadas, además de varios sitios arqueológicos. Las fiestas, cocina y artesanías también son atractivos de la ciudad, cuyas principales fuentes de ingresos son la pesca y el turismo.

## Historia

### Colonización
El 24 de enero de 1502 llegó al lugar una expedición exploratoria con Gaspar de Lemos y Américo Vespucio al mando, intentando reivindicar y demarcar las nuevas tierras, denominando al lugar como Barra do Rio Cananor. Esta expedición abandonó allí a una figura oscura de la historia brasileña, el degradado portugués Cosme Fernandes, conocido como el bacharel de Cananéia (bachiller de Cananéia), quien se volvió una figura poderosa en la región, poseyendo muchos esclavos y no prestando obediencia a la Corona portuguesa. Años después, en 1531, Portugal envió otra expedición al mando de Martim Afonso de Sousa, quien llegó a la comunidad de Marataiama (antiguo nombre de Cananéia registrado en el diario de navegación de a expedición; Mara = mar y Tayama = tierra). Ese año es considerado como el de la fundación oficial de la villa. Pero, debido a la falta de documentos consistentes que comprueben tal hecho, está establecida una controversia sobre cuál sería la ciudad más antigua del Brasil: Cananéia o São Vicente (esta última, también fundada por Martim Afonso, el 22 de enero de 1532, conforme a documentación).
En 1534, a causa de la masacre de los ochenta integrantes de la entrada de Pero Lobo por los carijós en las márgenes del río Iguazú, poco después de partir de Cananéia el 1 de septiembre de 1531, Pero de Góis intimó a los españoles la entrega del bachiller de Cananéia y que prestara obediencia al rey de Portugal y a gobernador Martim Afonso de Sousa, en un plazo de treinta días, so pena de muerte y de confiscación de sus bienes. El español Moschera respondió que no reconocía la jurisdicción de la Corona portuguesa, ya que se encontraba en tierras del Reino de Castilla, estableciéndose un impase.
Ante la inminencia de ataque de los portugueses, Moschera y el bachiller de Cananéia, apoyados por 200 indígenas flecheros, capturaron un navío corsario francés que poco antes llegara a Cananéia en busca de provisiones, apoderándose de sus armas y municiones. En seguida, hicieron cavar una trinchera en frente a la población de Iguape, guarneciéndola con cuatro de las piezas de artillería del navío francés. Luego dispusieron veinte españoles y 150 indígenas emboscados en el manglar de la de Icapara, aguardando a la fuerza portuguesa. Esta, compuesta por ochenta hombres, a desembarcar fue recibida con fuego de artillería, siendo desbaratada. En la retirada, los sobrevivientes fueron sorprendidos por las fuerzas españolas emboscadas en la desembocadura del río, en donde los remanentes perecieron, siendo gravemente herido su capitán Pero de Góis, por un tiro de arcabuz. Esta batalla fue conocida como Entrincheramiento de Iguape. Victoriosos, en el día siguiente los españoles embarcaron en el navío francés y atacaron la villa de São Vicente, que saquearon e incendiaron, dejándola prácticamente destruida, matando dos tercios de sus habitantes. Después de los ataques, ambos líderes se fueron a la isla de Santa Catarina, regresando luego Moschera al Río de la Plata y el bachiller Fernandes a Cananéia. Esta, fue conocida como la guerra de Iguape.

### Crecimiento de la región

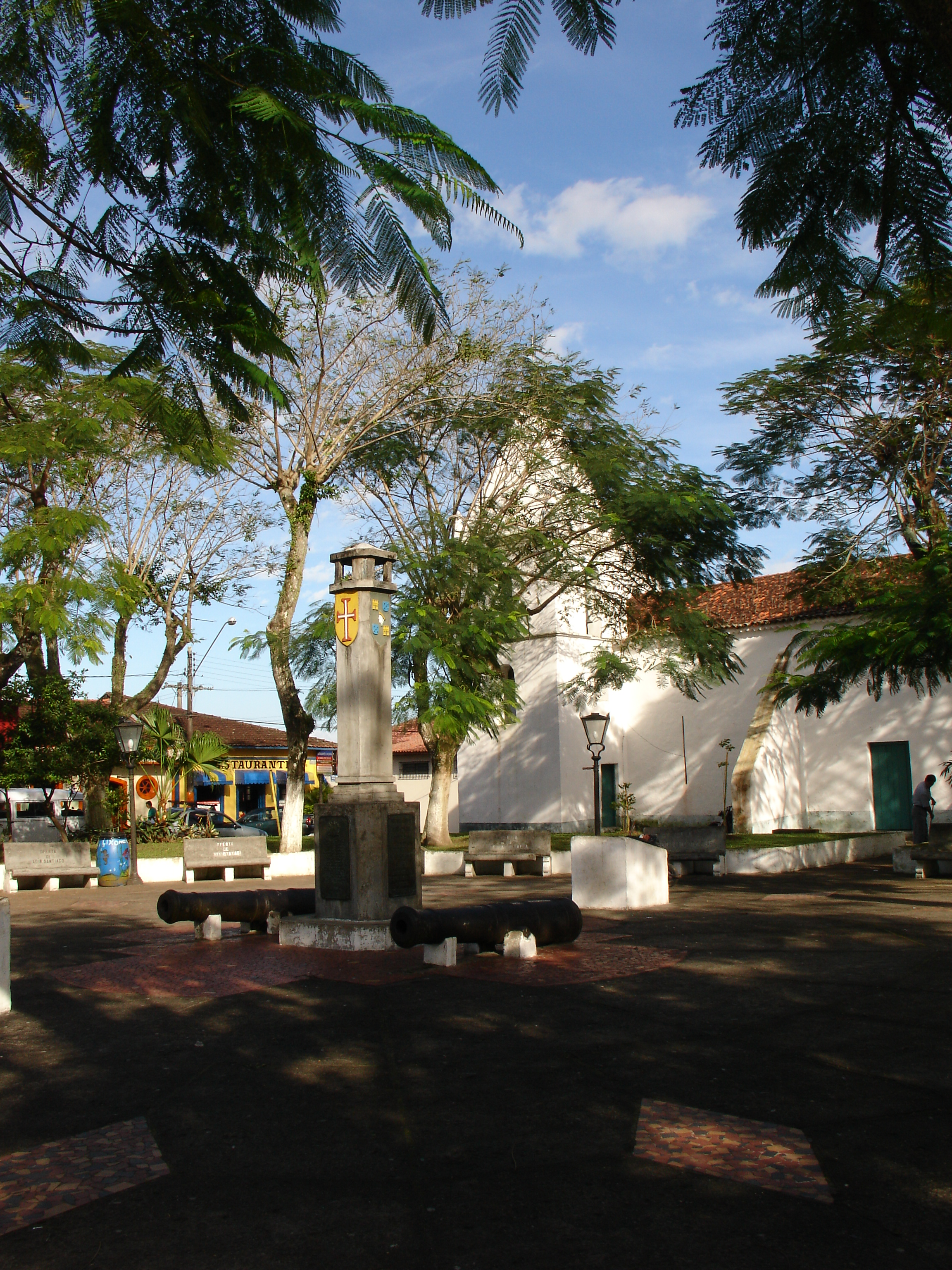
Obelisco de Cananéia, en la plaza Martim Afonso de Souza, inaugurado en 1931 en homenaje al cuarto centenario.

Al final del siglo XVI, con amenazas constantes de invasión, se construyó una iglesia en la plaza Martim Afonso de Sousa, la iglesia de São João Batista, que en aquella época contaba con muros largos y fuertes portones y no poseía ventanas, probablemente para servir como fuerte. Aquellas proximidades eran usadas por navegantes españoles y portugueses como punto para reabastecimiento de agua y alimentos, además de reparación de sus embarcaciones y equipamientos. En 1600, con la designación de São João Batista de Cananéia, la villa fue elevada a la categoría de consejo. La localidad tuvo que desarrollaruna producción de medios de transporte para las tropas que se dirigían al sur y reparación de las carabelas. En aquel tiempo era bastante utilizado un puerto natural, que hizo que la construcción naval ganase espacio en las décadas siguientes.
En el siglo XVII, hacia 1770, Cananéia ya contaba con poco más de 15 astilleros y más de 200 embarcaciones producidas. Entre el final del siglo XIII y el comienzo del siglo XIX tal actividad entró en ligera decadencia en función del avance de a extracción de madera destinada a la exportación, y de esta forma la industria naval pasó a servir casi que solamente a la pesca, cuya actividad económica también comenzó a ganar fuerza. Con el desarrollo financiero de la localidad, fue elevada a la categoría de ciudad en 1892, siendo la comarca creada el 20 de septiembre de ese año y pasando a tener la actual designación en 1905.

### sigloXXe historia reciente
En el transitar del siglo XX se destacó el desenvolvimiento económico de la región. La pesca continuó ganando fuerza, principalmente durante las décadas de 1910 y 1920, y el turismo también tomó impulso, especialmente en las décadas finales del siglo. El 28 de agosto de 1927 fue creada la Usina de Força Municipal, iniciándose al año siguiente, el servicio de iluminación pública, proyetado por Emiliano Matheus de Almeida en sustitución de los puestos a querosene. En a década de 1950 surgieron pequeñas industrias.
Con el crecimiento poblacional y la llegada de millares de turistas durante la temporada alta hubo la necesidad de mejoría en la infraestructura municipal, como por ejemplo en 1960 la ciudad pasó a tener conexión con la Rodovia Régis Bittencourt, y en 1982 fue inaugurado un puente que liga la isla de Cananéia al continente. Hoy muchos de sus predios construidos entre los siglos XI y XIX son patrimonio histórico de la ciudad y muchas de sus plazas e iglesias también conservan el estilo barroco. Cananéia tiene en el turismo y la pesca sus principales actividades económicas.

## Geografía
El área del municipio, según el Instituto Brasileiro de Geografia e Estatística (IBGE), es de 1242,01 km², siendo que 2,3677 km² constituyen la zona urbana y los 112,314 km² restantes constituyen la zona rural. Sitúase a 25°00'54" de latitud sur y 47°55'37" de longitud oeste y está a una distancia de 265 kilómetros al sudoeste de São Paulo, siendo la ciudad más meridional del estado. Sus municipios limítrofes son Pariquera-Açu e Ilha Comprida, al norte; Barra del Turvo, al oeste; y Guaraqueçaba, en el estado de Paraná, al sur; además del océano Atlántico, al este.

### Relieve e hidrografía

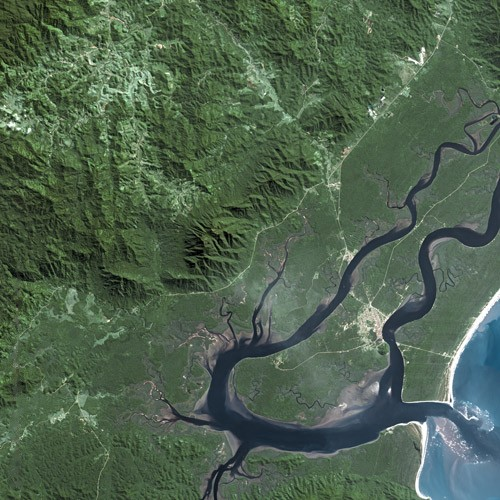
Imagen de satélite de la región de Cananéia.

El relieve del municipio de Cananéia es predominantemente plano, siendo que al oeste ya hay dominio de las montañas de la Serra do Mar, que forma una faja de terrenos accidentados, interpuesta entre la planicie y el planalto. Se transforma en una sucesión de estrechos valles y crestas montañosas, resultantes del trabajo de erosión del río Ribeira de Iguape y sus tributarios sobre las rocas menos resistentes de esa porción del planalto. la planicie litoraleña, que se estrecha entre la Serra do Mar y el océano, está constituida de bajadas fluviomarinas recientes, resultantes de la colmatación de antiguos golfos. El territorio del municipio está formado por varias islas, siendo las principales: de Cananéia, Cardoso, Bom Abrigo, Filhote, Cambriú, Castilho, Figueira, Casca y Pai do Mato.
Parte relevante de la hidrografía de la ciudad está conservada en el parque estadual de la Isla del Cardoso, ya que la mayor parte de él posee mata ciliar, estando cercados por la floresta tropical nativa. Los manglares también son protegidos y frecuentemente estudiados, a fin de analizar y preservar la fauna y la flora local.